# Het probleem van Jeff Klaxon
Het probleem van Jeff Klaxon is het 158ste stripverhaal van Jommeke. De reeks wordt getekend door striptekenaar Jef Nys.

## Verhaal
Op een dag ontmoet Filiberke Jeff Klaxon, die met een groot probleem zit. Hij is opgebeld door iemand en heeft enkel de coördinaten van een eiland gekregen. De vrienden gaan met de hulp van Kapitein Haring naar dat eiland. Na een hele reeks omzwervingen vinden ze een schat. Maar dan wordt deze gestolen. Ze vinden de schat terug en komen te weten wie hun geheimzinnige opdrachtgever is.